# Kathryn Trosper Popper
Kathryn Trosper Popper, geboren als Kathryn Trosper, (Hudson, 18 maart 1915 – Manhattan, 6 maart 2016) was een Amerikaanse actrice.

## Levensloop en carrière
Trosper werd geboren als jongere zus van scenarioschrijver Guy Trosper. Ze begon haar loopbaan in Hollywood als persoonlijke assistent van Orson Welles. In 1941 vroeg Welles haar voor een kleine rol in zijn bekendste film Citizen Kane. Dit was tevens haar enige filmrol.
Trosper, na haar huwelijk Trosper Popper, overleed in 2016 op 100-jarige leeftijd.

## Filmografie
- Citizen Kane (1941)

- Library of Congress Control Number: n2016012601
- Virtual International Authority File: 357145857936023021122
- WorldCat: E39PBJdx8hMDGhDJyv83cxJCcP